# Charles Brudenell-Bruce, I marchese di Ailesbury
Charles Brudenell-Bruce, I marchese di Ailesbury (Londra, 14 febbraio 1773 – Tottenham Park, 4 gennaio 1856), è stato un politico inglese.

## Biografia
Era l'ultimogenito di Thomas Brudenell-Bruce, I conte di Ailesbury, e della sua prima moglie, Susanna Hoare.

## Carriera
Nel 1792, entrò a far parte della Berkshire Militia ed è stato promosso a colonnello nel Wiltshire Yeomanry nel 1797.
Dal 1796 è stato deputato per Marlborough fino a quando non ereditò i titoli dal padre nel 1814. Fu nominato Cavaliere del Cardo nel 1819 e fu nominato marchese di Ailesbury nel 1821, con molti altri coetanei per l'incoronazione di Giorgio IV.

## Matrimoni

### Primo Matrimonio
Sposò, il 10 aprile 1793 a Firenze, Henrietta Mary Hill , figlia di Noel Hill, I barone di Berwick e Anna Vernon. Ebbero cinque figli:
- Lady Maria Caroline Anne Brudenell-Bruce (1794-1835), sposò il conte di Mandreville;
- Lady Augusta Frederica (1795-1869), sposò Frederick Wentworth, ebbero una figlia;
- George Brudenell-Bruce, II marchese di Ailesbury (1804-1878);
- Lady Elizabeth Brudenell-Bruce (1807-1847), sposò il conte Christian Danneskiold-Samsøe, ebbero due figli;
- Ernest Brudenell-Bruce, III marchese di Ailesbury (1811-1886);

### Secondo Matrimonio
Sposò, il 20 agosto 1833, Maria Tollemache , figlia di Charles Tollemache e Gertrude Gardiner. Ebbero un figlio:
- Lord Charles William Brudenell-Bruce (18 giugno 1834-16 aprile 1897), sposò Augusta Seymour, non ebbero figli.

## Morte
Morì il 4 gennaio 1856, all'età di 82 anni a Tottenham Park. Fu sepolto presso Great Bedwyn, nel Wiltshire.